# ديفيد سودربرغ
ديفيد سودربرغ (بالفنلندية: David Söderberg)‏ هو منافس ألعاب قوى فنلندي، ولد في 11 أغسطس 1979 في Vörå ‏ في فنلندا.

## وصلات خارجية
- ديفيد سودربرغ على موقع الاتحاد الدولي لألعاب القوى (الإنجليزية)
- ديفيد سودربرغ على موقع أوليمبيديا (الإنجليزية)